# This Love (pjesma Taylor Swift)
"This Love" je pjesma koju je napisala i snimila američka kantautorica Taylor Swift za svoj peti studijski album, 1989 (2014.). Swift je producirala pjesmu s Nathanom Chapmanom. Atmosferična balada, "This Love" kombinira elektropop i synth-pop s elementima soft rocka. Stihovi pjesme koriste oceanske slike kako bi opisali oživljavanje izblijedjele romanse.
Nakon što je objavljen album 1989, pjesma se nalazila na kanadskoj ljestvici Hot 100 na 84. mjestu i američkoj ljestvici Hot 100 Singles na 19. mjestu. Udruga diskografske industrije Amerike (RIAA) potvrdila ju je platinastom za milijun skladbi ekvivalentnih jedinica.
Ponovna snimka pjesme pod nazivom "This Love (Taylor's Version)" objavljena je 6. svibnja 2022. preko Republic Recordsa. Pjesma se pojavila u trailerima za Amazon Prime televizijsku seriju "The Summer I Turned Pretty". "This Love (Taylor's Version)" ima poboljšanu kvalitetu produkcije, odišući tendencijama indie rocka. Ponovno snimanje dio je Swiftina plana da ponovno snimi svoj prethodni katalog, nakon spora oko vlasništva nad masterima njezinih prvih šest albuma.

## Pozadina
Taylor Swift, američka kantautorica, bila je poznata kao country umjetnica prije izdavanja svog četvrtog studijskog albuma, Red (2012.). Mnoge pjesme na albumu uključuju pretežno pop ili rock glazbene stilove, što je rezultat Swiftine želje da eksperimentira sa žanrovima. To je potaknulo medijsku raspravu o valjanosti njezina statusa country umjetnice. Za svoj sljedeći album, 1989, Swift je odlučila stvoriti "očiglednu pop" ploču i odmaknuti se od prepoznatljivog country stilova svojih prethodnih albuma. Swift je počela pisati pjesme za album dok je vodila svjetsku turneju.
"This Love" je bila prva pjesma koju je Swift napisala za album. Od svih 13 pjesama na standardnom izdanju albuma, to je bila jedina koju je sama napisala. Prema bilješkama, učinila je to 17. listopada 2012., kada je bila u Los Angelesu. Swift je isprva zamislila pjesmu kao "zabavnu, malu kratku pjesmu" za svoj osobni dnevnik; kad je smislila melodiju u glavi, odlučila je tekstove pretvoriti u pjesmu. U tu je svrhu zatražila pomoć svog dugogodišnjeg suradnika Nathana Chapmana, koji je radio sa Swift na svim njezinim prethodnim albumima, da s njom producira pjesmu. "This Love" je bila jedina pjesma iz 1989. koju je producirao Chapman. Pjesma je snimljena u njegovom studiju u Nashvilleu, Tennessee, a miksao ju je Serban Ghenea u MixStar studiju u Virginia Beachu, Virginia. 
1989 je objavljen 27. listopada 2014. od strane Big Machine Recordsa; "This Love" se nalazi na 11. mjestu na albumu. Swift je izvela skraćenu, akustičnu verziju pjesme "This Love" kao "pjesmu iznenađenja" na prvom nastupu u Atlanti svoje Reputation Stadium Tour 2018.

## Rad na pjesmi
Zasluge su prilagođene iz bilješki s naslovnice albuma.
- Taylor Swift – vokali, pozadinski vokali, producent, akustična gitara
- Nathan Chapman – producent, snimatelj, bas, bubnjevi, električna gitara, klavijatura
- Jason Campbell – razna podrška
- John Hanes – inženjer
- Serban Ghenea – miksanje

## Ljestvice
| Ljestvice                 | Najviša pozicija |
| ------------------------- | ---------------- |
| Kanada (Canadian Hot 100) | 84               |
| SAD                       | 19               |

## This Love (Taylor's Version)
Ponovno snimljenu verziju pjesme "This Love", pod nazivom "This Love (Taylor's Version)", Swift je izdala 6. svibnja 2022. putem Republic Recordsa. Pjesma je dio Swiftinog plana ponovnog snimanja nakon spora oko vlasništva s njezinim starijim diskografskim masterima.

### Pozadina
Pjesma se pojavila u trailerima za Amazon Prime televizijsku seriju "The Summer I Turned Pretty". "This Love (Taylor's Version)" ima poboljšanu kvalitetu produkcije, odišući tendencijama indie rocka.

### Rad na pjesmi
Zasluge su prilagođene sa Tidal-a.
- Taylor Swift – glavni vokali, prateći vokali, pisanje pjesama, produkcija
- Christopher Rowe – produkcija,vokalno inženjerstvo
- Matt Billingslea – bubnjevi
- Max Bernstein – sintisajzer
- Amos Heller – bas
- Mike Meadows – akustična gitara
- Paul Sidoti – električna gitara
- Derek Garten – uređivanje, inženjering
- Bryce Bordon – inženjering
- David Payne – rekordno inženjerstvo
- Lowell Reynolds – montaža, asistent inženjer snimanja
- Dan Burns – asistent inženjering
- Serban Ghenea – miksanje
- Randy Merrill – magistar inženjering